# Дуглас (Північна Дакота)
Дуглас (англ. Douglas) — місто (англ. city) в США, в окрузі Ворд штату Північна Дакота. Населення — 93 особи (2020).

## Географія
Дуглас розташований за координатами 47°51′28″ пн. ш. 101°30′7″ зх. д. / 47.85778° пн. ш. 101.50194° зх. д. (47.857678, -101.501930).  За даними Бюро перепису населення США в 2010 році місто мало площу 0,80 км², з яких 0,76 км² — суходіл та 0,04 км² — водойми.

## Демографія
Згідно з переписом 2010 року, у місті мешкали 64 особи в 28 домогосподарствах у складі 19 родин. Густота населення становила 80 осіб/км².  Було 40 помешкань (50/км²).
Расовий склад населення:
| - 95,3 % — білих - 3,1 % — корінних американців |

До двох чи більше рас належало 1,6 %. Частка іспаномовних становила 3,1 % від усіх жителів.
За віковим діапазоном населення розподілялося таким чином: 26,6 % — особи молодші 18 років, 57,8 % — особи у віці 18—64 років, 15,6 % — особи у віці 65 років та старші. Медіана віку мешканця становила 49,3 року. На 100 осіб жіночої статі у місті припадало 73,0 чоловіків;  на 100 жінок у віці від 18 років та старших — 80,8 чоловіків також старших 18 років.
Середній дохід на одне домашнє господарство  становив 60 000 доларів США (медіана — 48 750), а середній дохід на одну сім'ю — 48 256 доларів (медіана — 48 333). За межею бідності перебувало 7,5 % осіб, у тому числі 15,4 % дітей у віці до 18 років та 0,0 % осіб у віці 65 років та старших.
Цивільне працевлаштоване населення становило 14 осіб. Основні галузі зайнятості: освіта, охорона здоров'я та соціальна допомога — 28,6 %, оптова торгівля — 14,3 %, фінанси, страхування та нерухомість — 14,3 %.